# Carlos Eddé
Carlos Eddé (* 1956; arabisch كارلوس إدة) ist ein libanesischer Politiker. Er ist seit 2000 der Vorsitzende des Libanesischen Nationalen Blocks und Nachfolger seines Onkels Raymond Eddé. Seine Wahl kam überraschend, weil Carlos Eddé seit 1976 in Brasilien lebte und zu dem Zeitpunkt kaum Arabisch sprach. Seit 2004 nahm er an der Oppositionsbewegung teil. Eddé war an der Einigung der Opposition auf die gemeinsame Strategie beteiligt, die zum Abzug der Syrer aus dem Libanon führte. Bei den Parlamentswahlen im Libanon 2005 kandidierte er erfolglos für den Sitz der Maroniten in Byblos, einer langjährigen Hochburg seiner Partei und unterlag dem Kandidaten der Freien Patriotische Bewegung deutlich. Politisch hat er sich gegen den Einfluss der Religionen in der libanesischen Politik ausgesprochen und den Entwurf eines Gesetzes zur Reform des komplizierten Wahlsystems vorgelegt. Er lehnt die syrische Einmischung ab und unterstützt die Forderung nach der Entwaffnung von Hisbollah.